# Michele Giordano
Michele Giordano, (Sant'Arcangelo, Potenza, 26 de septiembre de 1930 - Nápoles, 2 de diciembre de 2010) fue un cardenal italiano, arzobispo emérito de Nápoles (Italia).

## Biografía
Nació en Sant'Arcangelo, una ciudad en la provincia de Potenza, en la Diócesis de Tursi-Lagonegro, el 26 de septiembre de 1930. Después de asistir a la escuela primaria entró en el seminario regional de Potenza para sus estudios superiores y más tarde en el de Salerno. En el Seminario Interregional de Posillipo obtuvo la licenciatura en teología. El 5 de julio de 1953 fue ordenado sacerdote y enviado a Scanzano (Matera).
Después de seis años de experiencia pastoral adquirida en la parroquia, fue llamado a servir de manera más directa a la diócesis: en 1959 fue nombrado director del Centro de Catequesis y del Centro Diocesano de Estudios Sociales. Mientras tanto, se le confió el cargo de asistente diocesano de Acción Católica.
En 1968 fue nombrado vicario general de la diócesis, cargo que desempeñó hasta que, el 23 de diciembre de 1971, fue elegido obispo titular de Lari Castello y auxiliar de la archidiócesis de Matera y administrador apostólico de Irsina, Gravina y Altamura. Recibió la ordenación episcopal el 5 de febrero de 1972.
El 12 de junio de 1974 fue promovido a arzobispo de Matera e Irsina. Entre sus iniciativas más importantes destaca la reapertura del seminario diocesano, cerrado desde hacía sesenta años. Después de haber promovido numerosas conferencias de estudio, realizó durante los años 1978 a 1982 la visita pastoral a su diócesis para comprobar el estado de aplicación de las directivas del Concilio. En Matera fundó una Escuela de Teología para laicos y un Centro de Pastoral Familiar.
El 9 de mayo de 1987 fue promovido a la Iglesia Metropolitana de Nápoles, donde hizo su entrada el 27 de junio. Uno de los primeros actos de su servicio pastoral fue la visita a las cárceles de Poggioreale: quiso llevar en persona a los reclusos "la esperanza en la celda."
El 27 de septiembre de 1987, los veinticuatro obispos de la Campania lo eligieron presidente de la Conferencia Episcopal.
En noviembre de 1987 viajó a los Estados Unidos en una visita a la comunidad italiana en América, y se reunió con especial emoción con la comunidad napolitana. El motivo de la visita fue una exposición del tesoro de San Gennaro celebrada en el Museo de Brooklyn.
El Domingo de Ramos de 1988 publicó su primera carta pastoral, titulada "Sicut flumen pax tua", que, además de ser el título de su primer documento de Nápoles es también el lema de su escudo.
Juan Pablo II le creó cardenal en el Consistorio de 28 de junio de 1988 con el Título de san Gioacchino ai Prati di Castello.
Desde el 20 de mayo de 2006 fue el arzobispo emérito de Nápoles.
Hospitalizado durante una semana en el hospital Monaldi de Nápoles, después de una repentina enfermedad, murió en la noche del 2 de diciembre de 2010 a la edad de 80 años. Está enterrado en la Basílica de la Madre del Buen Consejo, cerca de las tumbas de las duquesas de Aosta, Elena de Orleans y Ana de Orleans.